# Schizosmittina planovicellata
Schizosmittina planovicellata är en mossdjursart som beskrevs av Vigneaux 1949. Schizosmittina planovicellata ingår i släktet Schizosmittina och familjen Bitectiporidae. Inga underarter finns listade i Catalogue of Life.